# Josef von Ringelsheim

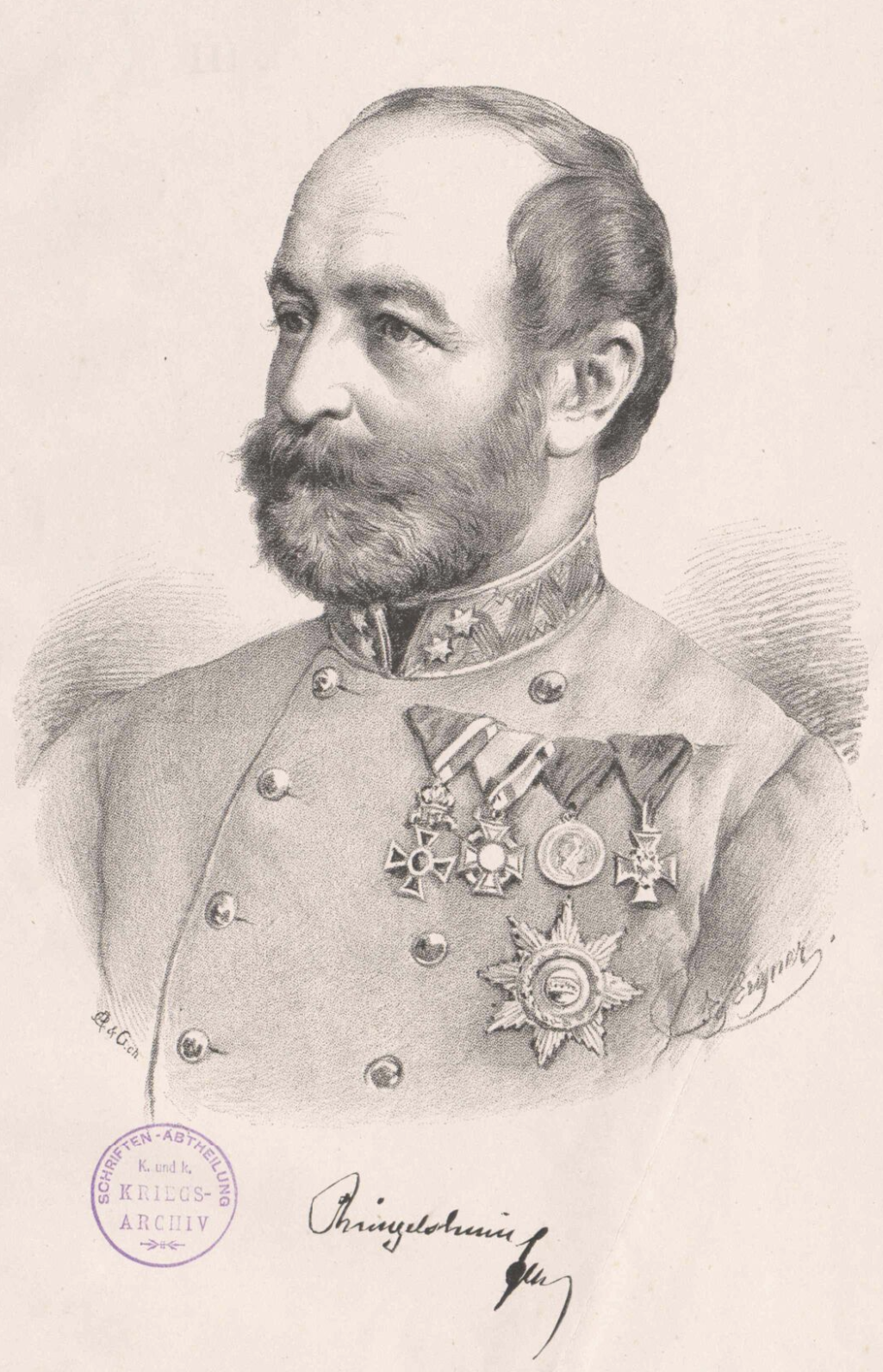
Josef Freiherr von Ringelsheim (I. Eigner)

Josef Ringelsheim, ab 1865 Freiherr von Ringelsheim (auch Joseph von Ringelsheim; * 14. März 1820 in Salzburg; † 2. Juni 1893 in Graz) war ein österreichischer General.

## Leben
Ringelsheim absolvierte die Theresianische Militärakademie, wurde dort 1838 zum Fähnrich und nach Bestehen des sogenannten Höheren Kurses 1839 zum Lieutenant im Infanterieregiment Nr. 12 ernannt. Er war in der Mappierung tätig und wurde am 27. Mai 1846 zum Oberlieutenant befördert, am 5. Mai 1847 zum Generalquartiermeisterstab versetzt und am 13. Juni 1848 zum Hauptmann ernannt.
Ringelsheim nahm an den Italienfeldzügen teil. In deren Rahmen wurde er am 8. November 1849 zum Major, am 12. April 1854 zum Oberstlieutenant und am 21. Oktober 1857 zum Obersten im Generalquartiermeisterstab befördert. Im Feldzug von 1859 machte er sich als Generalstabschef des V. Armeekorps verdient.
Ringelsheim stieg am 26. April 1865 zum Generalmajor auf. Zugleich wurde ihm der Vorstand des Landesbeschreibungsbureaus des Auslandes übertragen. Beim Feldzug von 1866 gegen Preußen war er Brigadier im I. Armeecorps und bei der Schlacht bei Königgrätz diente er aufgrund seiner ruhigen Art als Adlatus des Erzherzogs Ernst. Nach dem Krieg war er zunächst Brigadier in Wien und erhielt am 3. Juli 1869 dort das Kommando der 2. Truppendivision. In dieser Position wurde er am 24. Oktober 1869 zum Feldmarschalllieutenant befördert.
Ringelsheim kam am 15. September 1870 als Kommandant der 16. Truppendivision und als Militärkommandant nach Hermannstadt. Dort wurde er am 9. April 1876 zum Inhaber des Infanterieregiments Nr. 30 ernannt, bevor er am 19. Oktober 1878 als Kommandierender General nach Brünn versetzt wurde. Am 1. November 1878 erfolgte seine Beförderung zum Feldzeugmeister, am 1. April 1883 trat er schließlich freiwillig in den Ruhestand.
Er wurde auf dem St.-Leonhards-Friedhof in Graz beigesetzt.

## Ehrungen
Ringelsheim erhielt unter anderem folgende Ehrungen, in chronologischer Reihenfolge:
- 2. Juni 1859: Militärverdienstkreuz
- 31. März 1859:  Ritter des Österreichisch-kaiserlichen Leopold-Ordens
- 15. August 1859:  Ritter des kaiserlichen Ordens der Eisernen Krone II. Klasse
- 1865: Erhebung in den Freiherrenstand
- 3. Oktober 1866:  Ritter des Österreichisch-kaiserlichen Leopold-Ordens mit Kriegsdekoration
- 13. September 1876:  Ritter des kaiserlichen Ordens der Eisernen Krone I. Klasse
- 26. September 1876 Ernennung zum Geheimen Rat
- 1. April 1883:  Großkreuz des Österreichisch-kaiserlichen Leopold-Ordens